# Lost in Space (film)
Lost in Space is een Amerikaanse sciencefictionfilm uit 1998, gebaseerd op de gelijknamige televisieserie uit 1965. De hoofdrollen worden vertolkt door William Hurt, Mimi Rogers, Heather Graham, Matt LeBlanc, Gary Oldman, Jack Johnson, en Lacey Chabert.

## Verhaal
In het jaar 2058 is de Aarde dermate vervuild geraakt dat de planeet spoedig onbewoonbaar zal zijn. De gevolgen zijn niet meer terug te draaien en de enige oplossing is verhuizen naar een andere planeet. De United Global Space Force heeft een bewoonbare planeet ontdekt die ze de naam Alpha Prime heeft gegeven. Professor John Robinson en zijn familie zullen als eerste kolonisten naar Alpha Prime gaan. Hun doel is om op de nieuw ontdekte planeet een hypergate te maken zodat een wormgat kan worden geopend tussen de Aarde en Alpha Prime. Ze zullen de reis maken met het schip Jupiter 2, dat voorzien is van een hyperdrive. De familie zelf zal de reis doorbrengen in schijndode toestand.
Het project wordt echter doelwit van een terroristische organisatie. De terrorist Dr. Zachary Smith krijgt de opdracht de missie te saboteren. Zodra hij aan boord is, vertrekt het schip en reist hij onbedoeld mee. Zijn sabotage zorgt ervoor dat de familie Robinson vroegtijdig ontwaakt en het schip recht op de zon afvliegt. De enige ontsnappingsmogelijkheid is met hypersnelheid door de zon te vliegen. Dit heeft als gevolg dat ze het schip van de koers afwijkt en in een onbekend deel van de Melkweg belandt.
In dit onbekende deel van de Melkweg komt de familie een ander schip tegen genaamd de 'Protheus', dat blijkt te worden bewoond door kannibalistische spinachtige wezens. Smith wordt door een van de spinnen gekrabd. Majoor West vernietigt het schip zodat de spinnen worden gedood. De explosie treft ook de Jupiter 2, die vervolgens neerstort op een vreemde planeet.
Op de planeet blijken meerdere verstoringen in tijd en ruimte voor te komen. Wanneer Professor Robinson en Majoor West, later gevolgd door Smith, de planeet verkennen, komen ze een oudere versie van de Jupiter 2 tegen. Aan boord vindt Robinson zijn jongste zoon, Will, die nu een volwassen man is. Hij werkt aan een tijdmachine waarmee hij terug kan keren naar de aarde om te voorkomen dat de familie ooit verdwaalt in de ruimte. De anderen zijn allemaal dood, behalve Dr. Smith. Die blijkt als gevolg van de wond die de spin hem toebracht te zijn gemuteerd tot een monsterlijk wezen. Hij is volgens eigen zeggen bekeerd, en heeft Will al die jaren beschermd tegen de gevaren van de planeet. De spin-Smith doodt zijn jongere versie. Wanneer Will de tijdmachine opstart, onthult de spin-Smith zijn ware plan. Hij wil met de tijdmachine terugkeren naar de aarde om samen met de ruimtespinnen, die hij in eieren bij zich draagt, de planeet te veroveren.
Een gevecht breekt los, waarbij John Smith stopt door de eierzak op zijn rug kapot te snijden, waarna de spinnen uitbreken en hem opeten. Op dat moment begint de planeet uit elkaar te vallen door de tijdverstoring. De familie Robinson probeert te vertrekken in hun Jupiter 2, maar vallend puin vernietigt het schip. De oudere Will stuurt John met de tijdmachine een paar minuten terug in de tijd, zodat hij het schip kan redden. Eenmaal in de ruimte gebruiken ze wederom de hyperdrive, maar dit keer kunnen ze Alpha Prime lokaliseren dankzij kaarten die ze hadden gedownload van de Protheus. Of ze daadwerkelijk arriveren op Alpha Prime wordt niet onthuld.

## Rolverdeling
| Acteur         | Personage               | Opmerkingen |
| -------------- | ----------------------- | ----------- |
| William Hurt   | Professor John Robinson |             |
| Mimi Rogers    | Dr. Maureen Robinson    |             |
| Lacey Chabert  | Penny Robinson          |             |
| Heather Graham | Judy Robinson           |             |
| Jack Johnson   | Jonge Will Robinson     |             |
| Gary Oldman    | Dr. Zachary Smith       |             |
| Matt LeBlanc   | Majoor Don West         |             |
| Jared Harris   | Volwassen Will Robinson |             |
| Edward Fox     | Global Sedition Leader  |             |
| Dick Tufeld    | De Robot                | stem        |

## Achtergrond

### Reacties
De film werd met gemengde reacties ontvangen. In het openingsweekend bracht de film 20.154.919 dollar op. De totale wereldwijde opbrengst kwam uit op 136.159.423. De kaartopbrengst was daarmee voldoende om de productiekosten terug te verdienen, maar niet genoeg om de producers ertoe aan te zetten een vervolg te maken.
Op Rotten Tomatoes gaf 27% van de recensenten de film een goede beoordeling. Op Metacritic was dat 42%. Roger Ebert gaf de film slechts 1 ster.

### Filmmuziek
1. Lost in Space (Theme) - Apollo Four Forty (3:27)
2. I'm Here ... Another Planet - Juno Reactor & The Creatures (4:21)
3. Busy Child - The Crystal Method (7:26)
4. Bang On! - Propellerheads (5:46)
5. Everybody Needs a 303 - Fatboy Slim (5:49)
6. Will & Penny's Theme - Apollo Four Forty (3:23)
7. Song for Penny - Death in Vegas (5:34)
8. Lost in Space - Space (3:27)
9. Lost in Space (Main Title) (1:04)
10. Reprogram the Robot (2:17)
11. The Launch (4:14)
12. The Robot Attack (2:52)
13. The Proteus (2:27)
14. Spider Attack (2:26)
15. Jupiter Crashes (1:16)
16. Spider Smith (2:43)
17. Kill the Monster (3:53)
18. The Portal (2:46)
19. Thru the Planet (2:44)

Alternatief:
1. Prologue (:57)
2. Preparing For Space (2:31)
3. The Launch (6:22)
4. Robot Attack (3:21)
5. Into The Sun (6:21)
6. Spiders (10:22)
7. A New World (1:25)
8. Guiding Stars (1:37)
9. The Time Bubbles (2:21)
10. Smith's Plan (1:21)
11. Will & Smith Explore (2:00)
12. Will's Time Machine (4:24)
13. Spider Smith (2:39)
14. Facing The Monster (8:46)
15. Attempted Escape (1:26)
16. The Time Portal (2:42)
17. Through The Planet (2:31)
18. Back To Hyperspace (1:38)
19. Fanfare For Will (:27)
20. Lost In Space (3:24)

### Wetenswaardigheden
Enkele acteurs uit de originele televisieserie hebben gastrollen in de film. June Lockhart (Maureen Robinson) speelde Wills leraar in een hologram. Mark Goddard (Majoor West) is Majoor Wests officier. Angela Cartwright (Penny Robinson) en Marta Kristen (Judy Robinson) doen mee als journalisten. Dick Tufeld deed wederom de stem van de robot, een rol die hij ook in de televisieserie had. Jonathan Harris, die in de serie de rol van Smith speelde, zou een cameo hebben als de terrorist die Dr. Smith inhuurt, maar hij weigerde.

## Prijzen en nominaties
In 1999 werd “Lost in Space” genomineerd voor 12 prijzen, waarvan hij er een won:
- De ASCAP Award voor Top Box Office Films – gewonnen
- Zes Saturn Awards:
  - Beste kostuums
  - Beste make-up
  - Beste optreden van een jonge acteur/actrice (Jack Johnson)
  - Beste sciencefictionfilm
  - Beste special effects
  - Beste mannelijke bijrol (Gary Oldman)
- De Golden Reel Award voor beste geluidsmontage – buitenlandse film
- De Golden Raspberry Award voor slechtste remake of vervolg
- Drie Young Artist Awards:
  - Beste familiefilm
  - Beste jonge manenlijke bijrol (Jack Johnson)
  - Beste jonge vrouwelijke bijrol (Lacey Chabert)